# Axiom Mission 3
Axiom Mission 3 (Ax-3) byla třetí mise programu soukromých kosmických letů americké společnosti Axiom Space. Stejně jako při předchozích letech Ax-1 v dubnu 2022 a Ax-2 v květnu 2023 odletěla v lodi Crew Dragon společnosti SpaceX k Mezinárodní vesmírné stanici (ISS) na plánovanou zhruba čtrnáctidenní misi čtyřčlenná posádka tvořená jedním profesionálním a třemi komerčními astronauty. Po jednom z placených míst zakoupily národní vesmírné agentury Turecka a Švédska, třetí pak italské Vojenské letectvo. Start se uskutečnil 18. ledna 2024,  přistání po několika odkladech kvůli počasí v místě přistání až 9. února 2024 po necelých 22 dnech letu.

## Kosmická loď Crew Dragon
Crew Dragon je kosmická loď pro lety s posádkou navržená v rámci programu NASA CCDev, (Commercial Crew Development) společností SpaceX, především pro dopravu astronautů na Mezinárodní vesmírnou stanici. SpaceX ale loď používá i pro další účely mimo spolupráci s NASA (komerční programy Inspiration4, Axiom Space a Polaris).

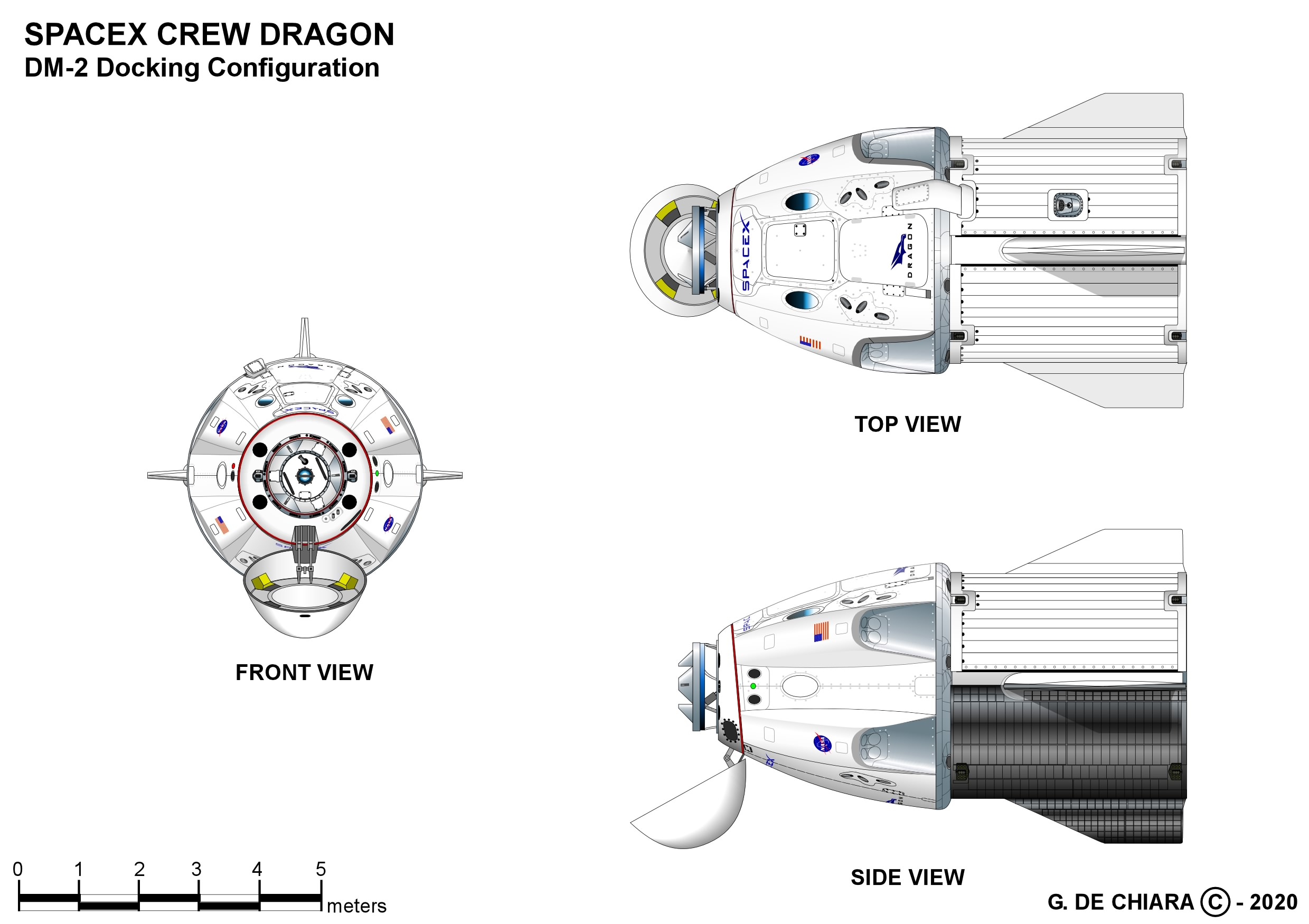
Crew Dragon v letové konfiguraci.

Crew Dragon tvoří znovupoužitelná kabina kónického tvaru a nástavec v podobě dutého válce (tzv. trunk). V kabině je hermetizovaný prostor o objemu 9,3 m3, v němž lze umístit sedačky až pro sedm osob (NASA pro lety k ISS využívá 4 místa). Nástavec je možné využít pro dopravu nákladu, který nemusí být umístěn v hermetizovaném prostoru (např. zařízení určeného pro umístění na vnější straně ISS, tedy v otevřeném kosmickém prostoru. Sestava kabiny a nástavce ve startovní pozici měří na výšku 8,1 metru a v průměru má 4 metry.

## Posádka
Hlavní posádka:
- Michael López-Alegría (6), Axiom Space – velitel
- Walter Villadei (1), Vojenské letectvo – pilot
- Alper Gezeravci (1), Turecká vesmírná agentura – letový specialista (1. turecký astronaut)
- Marcus Wandt (1) – Švédská národní vesmírná agentura (SNSA) – letový specialista

V závorkách je uveden dosavadní počet letů do vesmíru včetně této mise.
Záložní posádka
- Peggy Whitsonová, Axiom Space – velitelka
- Tuva Atasever, Turecká vesmírná agentura – letový specialista

Italské Vojenské letectvo uzavřelo s Axiom Space na podzim 2021 smlouvu nezbytnou pro přípravu svého pilota Waltera Villadeie k budoucím kosmickým letům. Axiom Space v lednu 2022 uvedla, že se Villadei stane prvním mezinárodním členem jejího týmu profesionálních astronautů a že byl současně zařazen do náhradní posádky pro let Ax-2. A v lednu 2022 obě strany podepsaly několik smluv o vyslání italského astronauta na misi Ax-3 v únoru 2023. Villadei navíc v rámci přípravy v červnu 2023 jako jeden ze šesti členů posádky raketového letounu VSS Unity absolvoval třináctiminutovou misi Galactic 01, první komerční let z programu suborbitálních letů společnosti Virgin Galactic.
Turecká vesmírná agentura (Türkiye Uzay Ajansı, TUA) uzavřela smlouvu o historicky prvním letu tureckého astronauta do vesmíru v září 2022. Koncem dubna 2023 pak byl prezidentem Erdoganem veřejnosti představen kandidát – Alper Gezeravci – i jeho náhradník – Tuva Atasever.
Trojstrannou dohodu o sedačce pro švédského astronauta uzavřely v dubnu 2023 společnost Axiom Space, ESA a Švédská národní vesmírná agentura (SNSA). Protože mezi aktivními astronauty ESA v té době nebyl žádný zástupce Švédska, předpokládalo se, že na misi bude vyslán Marcus Wandt vybraný v listopadu 2022 jako rezerva týmu astronautů, podobně jako český vojenský pilot Aleš Svoboda. Toto očekávání se potvrdilo v červnu 2023, kdy ESA Wandta pro misi Ax-3 oficiálně navrhla, a v září 2023, kdy bylo jeho jmenování do posádky schváleno.
Současně vešlo definitivně ve známost, že velitelem mise bude španělsko-americký astronaut Michael López-Alegría, který velel už misi Ax-1 a poletí do vesmíru již pošesté. Všichni členové posádky tak jsou vojenskými piloty.

## Vědecký program
Stejně jako předchozí mise Axiom, i třetí posádka letí na stanici s programem 30 experimentů a technologických demonstrací v celé řadě vědeckých oborů, včetně lidského zdraví, medicíny, buněčné biologie, materiálů a dokonce i gastronomie.
Jedním z hlavních cílů programu bude usnadnění déletrvajících lidských vesmírných misí. Prakticky to znamená např. testování robotických prostředků, které by mohly být použity pro průzkum vesmíru a případně pro budování infrastruktury na planetách a asteroidech s využitím projektu Surface Avatar (ESA), anebo testování revolučních stavebních materiálů, slitin se střední a vysokou entropií, které se vyznačují vysokou pevností, houževnatostí a odolností vůči korozi. Tyto slitiny z projektu "Innovative Research on Novel Space Alloys" (UYNA) lze podle vědců použít při budování infrastruktury ve vesmíru i na Zemi v leteckém, automobilovém, energetickém a lékařském průmyslu.
V medicínské části vědeckého programu jsou naplánovány mimo jiné experimenty zabývající se zdravím cév, které budou později porovnány s podobnými měřeními cév pozemního personálu. Na programu je také studium proteinů amyloid beta (Aβ), které souvisí s neurodegenerativními onemocněními, jako je Alzheimerova choroba, kvůli snaze zjistit, zda a do jaké míry jsou astronauti na dlouhodobých vesmírných misích více ohroženi neurodegenerací.

## Příprava a průběh letu
O uskutečnění třetí mise rozhodly NASA a Axiom Space 14. března 2023 s tím, že se uskuteční nejdříve v listopadu 2023 a konkrétní datum startu závisí na provozu kosmické lodi k vesmírné stanici a na plánování aktivit na oběžné dráze a dalších omezeních. Počátkem srpna 2023 NASA oznámila, že se start mise odsouvá na počátek roku 2024 a dodala, že to "umožňuje týmům spolupracovat na integraci vědeckých výzkumných priorit mise". O několik dní později se v plánech provozu ISS objevil upřesněný termín startu 10. ledna 2024, a to z rampy 39A v Kennedyho vesmírném středisku, odkud lodě Crew Dragon běžně startují. První oznámený termín startu připadl na 11. ledna 2023 v 01:13 UTC, záhy byl ale změněn na 10. ledna v 02:18 UTC a připojením ke stanici o den později v 09:15 UTC Protože SpaceX dokončila modernizaci startovní infrastruktury na rampě SLC-40 pronajaté v prostorech Základny vesmírných sil na mysu Canaveral (CCSFS), mohla mise Ax-3 startovat právě odsud – šlo by o první let s posádkou z CCSFS od startu Apolla 7 v říjnu 1968 a současně o vůbec první let s posádkou z rampy SLC-40, kterou SpaceX jinak už řadu let běžně používá pro starty raket Falcon s nepilotovanými lety. 
Definitivní volba startovní rampy zůstala otevřená až do předvánočního týdne, kdy týmy vybraly Kennedyho vesmírné středisko a současně došlo k posunu termínu startu na 17. ledna 2024 kvůli nevhodnému očekávanému počasí a dalším úpravám letového plánu stanice. Před koncem roku pak byl upřesněn i čas plánovaného startu na 22:11 UTC, loď by se pak ke stanici připojila 19. ledna 2023 kolem 10:15 UTC. V plánovaný den však byl start odložen o prakticky celý den, na 18. ledna 2023 v 21:49 UTC, přesně o 24 hodin pak bylo odloženo připojení k ISS. SpaceX odklad vysvětlila potřebou získat více času na vyhodnocení předletových dat týkajících se kosmické lodi Crew Dragon Freedom a ujištění se, že je v pořádku. Šlo o data ohledně padákového systému a konektorů mezi lodí Dragon a nosičem Falcon 9.
K žádné další změně plánů již nedošlo, a tak mise bez potíží odstartovala 18. ledna 2024 ve 21:49:11 UTC. Ke stanici doletěla za 36 hodin a 20. ledna v 10:42 UTC se připojila k jejímu přednímu portu na modulu Harmony. Posádka na palubu stanice vstoupila po otevření průlezů, k němuž došlo ve 12:13 UTC. Setrvá tam do odpojení, původně naplánovaného na 3. února 2024 v 11:00 UTC, ale – kvůli počasí kolem pobřeží Floridy –  odloženému nejprve na 5. února a později na 6. února 2024 ve 14:05 UTC. I tento termín ale necelý den před svým naplněním padl a později byl nahrazen novým – 7. února 2024 ve 12:00 UTC.
Loď s posádkou a asi 250 kilogramy výsledků jejích 30 provedených experimentů a dalšího nákladu NASA se nakonec od stanice oddělila o více než dvě hodiny později, ve 14:20 UTC. Poté zahájila sérii manévrů, které vyvrcholily 9. února 2024 ve 13:30 UTC přistáním ve vodách Atlantského oceánu poblíž města Daytona Beach.